# ککو ریسونه
کِـکو ریسونه (ایتالیایی: Checco Rissone؛ ‏ ۷ ژوئیهٔ ۱۹۰۹ – ۲۶ سپتامبر ۱۹۸۵) بازیگر اهل ایتالیا بود.
از فیلم‌هایی که وی در آن نقش داشته‌است، می‌توان به برنج تلخ، دزد دوچرخه، دیوارهای مالاپاگا، معجزه در میلان، شکار غم‌انگیز، نان، عشق و رؤیاها، نامزدشده، اودسا در میان شعله‌ها، مسیر نفرت، ژنرال ایستاده می‌خوابد و قلب و روح اشاره کرد.